# Vignoble de la Montagne d'Alaric

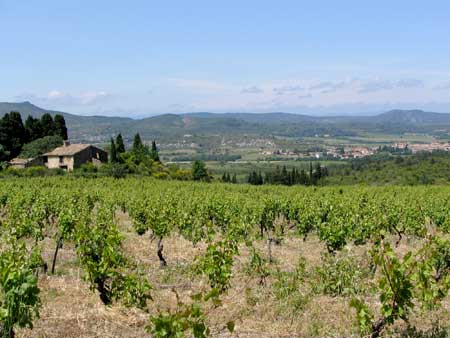
Vignoble de la Montagne d'Alaric

Le vignoble de la Montagne d'Alaric fait partie du vignoble des Corbières

## Géographie
Situé sur le versant nord de la Montagne d'Alaric dans les Corbières sur les communes de Floure, Barbaira, Capendu, Douzens, Comigne, Moux et Fontcouverte.

## Vignoble
3 073 ha dont 765 classés en AOC. Il bénéficie d'un climat particulier dû à sa position entre le climat méditerranéen et le climat atlantique.

## Principaux cépages
- Rouges et rosés: Grenache noir, Syrah, Cinsault, Carignan, Mourvèdre.
- Blancs: Grenache blanc, Vermentino, Roussanne, Marsanne.